# 方弘靜
方弘靜（1517年12月1日—1611年10月16日），字定之，號采山，直隸徽州府歙縣（今安徽歙縣）人，明朝政治人物。嘉靖庚戌進士，官至南京戶部右侍郎。

## 生平
嘉靖二十五年（1546年）丙午應天府鄉試第十名。嘉靖二十九年（1550年）會試第十四名，登進士第二甲第八名。任东平州知州，三年任满，升南户部雲南司员外郎，家居四年，起復原职，得湖廣司，晋郎中，出为四川按察司佥事，管水利道，轉山東布政司參議，分守濟南，累官江西按察司副使，兵备饒州，四十三年十月调广西，提调学校，视学粤西，不久转江西布政使司左参政，治严嵩父子狱，有所波连。
隆慶元年（1567年）十月升湖广按察使，二年十二月升江西右布政使，四年二月升广东左布政使，六年十月升太仆寺卿，十一月升都察院右副都御史、巡抚浙江，万历二年二月被南京科道论劾，令回籍听勘。
万历十二年十月以原官抚治郧阳，十四年升总督南京粮储户部右侍郎，十五年任南京工部署部事户部右侍郎，十七年中蜚語歸，萬曆三十九年卒，年九十五。

## 著作
工詩，嘉靖二十一年（1542年）与王寅等结天都社。有《素園存稿》。

## 家族
曾祖方茂富；祖父方泰孫；父方虎看，母胡氏、繼母鄭氏。慈侍下。兄方玄静、方颐静。弟方武静、方本静、方守静。